# Градуированная алгебра
Градуированная алгебра — алгебра {\textstyle A}, разложенная в прямую сумму {\textstyle A=\bigoplus _{r=-\infty }^{\infty }A_{r}} своих подпространств {\displaystyle A_{r}} таким способом, что выполняется условие {\textstyle A_{r}A_{s}\subset A_{r+s}\ (r,s\in \mathbb {Z} )}.

## Определение
Пусть A — алгебра над кольцом k, G — полугруппа.
Алгебра A называется G-градуированной (синоним: на A задана G-градуировка), если A разлагается в прямую сумму k-модулей {\displaystyle A_{g}} по всем элементам g из G, причём умножение в алгебре согласовано с умножением в полугруппе:
{\displaystyle A_{f}A_{g}\subset A_{fg}}
Если ненулевой элемент a принадлежит {\displaystyle A_{g}}, то он называется однородным степени g.
Когда в качестве G берут аддитивную группу целых чисел или полугруппу целых неотрицательных чисел, алгебру A называют просто градуированной.
Если в качестве A в определении выше взять кольцо, то получится определение градуированного кольца.

## Конструкции с градуировками
- Если A — G-градуированная алгебра, а {\displaystyle \psi :G\to H} — гомоморфизм полугрупп, тогда A наделяется H-градуировкой по правилу:

{\displaystyle A_{h}=\oplus _{\{g\in G\mid \psi (g)=h\}}A_{g}}
- На любой алгебре A можно ввести тривиальную градуировку любой полугруппой G с единицей e, полагая {\displaystyle A_{e}=A}, поэтому такие «бедные» градуировки рассматривать не имеет смысла.

- Над полем {\displaystyle \mathbb {C} } любая алгебра A градуируется группой G характеров максимального тора своей группы алгебраических автоморфизмов:
{\displaystyle G=(T(\operatorname {Aut} _{k{\text{-alg}}}(A)))^{\vee }:\quad A_{g}=\{a\in A\mid \phi (a)=g(\phi )a} для всякого {\displaystyle \phi \in T(\operatorname {Aut} _{k{\text{-alg}}}(A))\}}

Эта градуировка, в вышеопределённом смысле, — «самая богатая» из всех абелевых градуировок алгебры A, поскольку на любой G-градуированной алгебре A группа характеров G действует автоморфизмами, по той же формуле.

## Примеры
- Кольцо многочленов от одной или нескольких переменных.
- Кольцо когомологий.
- Алгебра матриц порядка n градуируется группой {\displaystyle \mathbb {Z} _{n-1}.}
- Полугрупповая алгебра[англ.] {\displaystyle K\left[G\right]} — является G-градуированной алгеброй.

## Градуированный модуль
Соответствующее понятие в теории модулей — градуированный модуль, а именно, левый модуль M над градуированным кольцом A, такой, что
{\textstyle M=\bigoplus _{i\in \mathbb {Z} }M_{i}} и {\textstyle A_{i}M_{j}\subseteq M_{i+j}.}
Морфизм градуированных модулей {\displaystyle f:N\to M} — это морфизм модулей, который сохраняет градуировку, то есть {\displaystyle f(N_{i})\subseteq M_{i}}.
Для градуированного модуля M можно определить ℓ-подкрутку {\displaystyle M(\ell )} как градуированный модуль, определённый правилом {\displaystyle M(\ell )_{n}=M_{n+\ell }}. (См. скручивающий пучок Серра в алгебраической геометрии.)
Пусть M и N — градуированные модули. Если {\displaystyle f:M\to N} — морфизм модулей, то говорят, что f имеет степень d, если {\displaystyle f(M_{n})\subset N_{n+d}}. Внешняя производная дифференциальной формы в дифференциальной геометрии — это пример морфизма степени 1.